# 阳逻站
阳逻站位于中华人民共和国湖北省武汉市新洲区，是武汉地铁阳逻线的地铁车站，建设时期曾名为“平江路站”。

## 车站结构
车站位于平江路口西侧，汉施公路北侧。车站站长142.8m，宽24m，内设三层局部二层独立的附属用房，通过天桥与主体连通。

### 楼层分布
| 地上三层 | 侧式站台，右侧开门 | 侧式站台，右侧开门                             | 侧式站台，右侧开门 | 侧式站台，右侧开门 |
|          |                    | █ 阳逻线 往后湖大道（武生院）                  |                    |                    |
|          |                    | █ 阳逻线 往金台（阳逻开发区）                  |                    |                    |
|          | 侧式站台，右侧开门 |                                                |                    |                    |
| 地上二层 | 站厅               | 售票机、客服中心、武漢通充值、洗手間（付费区） |                    |                    |
| 地面     | 地面               | 出入口                                         |                    |                    |

### 车站出口
|                                                 |      |      |  |
| 出口編號                                        | 設施 | 照片 |  |
| A                                               |      |      |  |
| B                                               |      |      |  |
| C                                               |      |      |  |
| 注： 設有升降機 \| 設有輪椅升降台 \| 設有洗手間 |      |      |  |

## 鄰近地點
平江壹号、阳逻开发区第三小学等

### 内部链接
- 武汉地铁车站列表